# Miguel Quiame
Miguel Geraldo Quiame (17 settembre 1991) è un calciatore angolano, centrocampista del Petro Atlético.